# أندري جروميكو
أندريه أندرييفيتش جُـروميكو (18 يوليو 1909-2 يوليو 1989م). كان مسؤولاً مهمًا في الاتحاد السوفيتي السابق لفترة طويلة. فقد عمل وزيرًا للخارجية بين عامي 1957م و 1985م. وفي عام 1985م أعفي من منصبه وعُين رئيسًا للجنة التنفيذية الدائمة لمجلس السوفيت الأعلى، وكان منصبًا شرفيًا إلى حد كبير. أصبح في عام 1973م عضوًا في المكتب السياسي، وهو الهيئة الصانعة لسياسة الحزب الشيوعي. واعتزل جروميكو منصبه عام 1988م.
وُلد جُروميكو لأبوين فلاحين بالقرب من مينسك، والتحق بالخدمة الدبلوماسية السوفيتية عام 1939م، حيث عمل سفيرًا سوفييتيًا لدى الولايات المتحدة بين عامي 1943م و 1946م. وفي عام 1944م كان جُروميكو رئيسًا للوفد السوفيتي إلى مؤتمر دومبارتون أوكس في واشنطن العاصمة، والذي ساهم في تأسيس أنظمة الأمم المتحدة. وابتداء من عام 1946م كان جُروميكو رئيسًا للوفد السوفيتي إلى الأمم المتحدة ، وكثير من المؤتمرات الدولية. وأصبح جُروميكو يشتهر بمعارضته المتشددة للقوى الغربية. ومن يونيو 1952م إلى مايو 1953م، عمل جُروميكو سفيراً لدى بريطانيا، وكان نائبًا لوزير الخارجية بين عامي 1947م و 1952م، ثم من عام 1953م إلى عام 1957م.
سافر جُروميكو بوصفه وزيرًا للخارجية مع رئيس الوزراء نيكيتا خوروشوف إلى الولايات المتحدة عام 1959م. وفي عام 1961م شارك في الاجتماع بين خروتشوف والرئيس جون ف.كنيدي في فيينا بالنمسا. وقاد فريق المفاوضات السوفيتي الذي رتَّب لمعاهدة الحظر الجزئي للتجارب النووية مع بريطانيا والولايات المتحدة في موسكو عام 1963م.

## النشأة

### الخلفية والشباب
وُلد غروميكو لعائلة بيلاروسية فقيرة «شبه قروية، شبه عاملة» في قرية ستاريا غراميكي البيلاروسية، بالقرب من غوميل في 18 يوليو عام 1909. عمل والد غروميكو، أندريه ماتفييفيتش، عاملاً موسميًا في مصنع محلي. لم يكن أندريه ماتفييفيتش رجلًا متعلمًا للغاية، إذ التحق بالمدرسة لأربع سنوات فقط، ولكنه كان يجيد القراءة والكتابة. قاتل في الحرب الروسية اليابانية في عامي 1904-1905. تنتمي والدة غروميكو، أولغا يفغينييفنا، إلى عائلة قروية فقيرة عاشت في مدينة زيليزنيكي المجاورة. التحقت بالمدرسة لفترة قصيرة فقط، وعندما توفي والدها، تركت المدرسة لتساعد والدتها في الحصاد.
نشأ غروميكو بالقرب من بلدة فيتكا حيث كان معظم سكانها من المؤمنين القدامى بالكنيسة الروسية الأرثوذكسية. كانت قرية غروميكو نفسها متدينة إلى حد كبير، لكن غروميكو بدأ يشككك في وجود القوى الخارقة للطبيعة في سن مبكرة للغاية. كان حواره الأول حول الموضوع مع جدته مارفا، التي أجابت على سؤاله حول الله بـ «انتظر حتى تكبر. ثم ستفهم هذه الأمور بشكل أفضل». وفقًا لغروميكو، «قال الكبار الآخرون نفس الشيء» عند الحديث عن الدين. كان جار ميخائيل شيلجوتوف في ذلك الوقت متحرر الفكر، وعرّف غرومكو على أفكار لا دينية جديدة وأخبره أن العلماء بدؤوا يشككون في وجود الله. من سن التاسعة، بعد الثورة البلشفية، بدأ غروميكو في قراءة البروباغندا الملحدة في النشرات الإعلانية والمنشورات. في سن الثالثة عشرة، أصبح غروميكو عضوًا في الكمسمول (اتحاد منظمات الشباب السوفيتي) وألقى خطابات معادية للدين في القرية مع أصدقائه بالإضافة إلى تعزيزه القيم الشيوعية.
وصلت أخبار مهاجمة ألمانيا للإمبراطورية الروسية في أغسطس عام 1914 دون سابق إنذار إلى السكان المحليين. قال غروميكو أن هذه كانت المرة الأولى التي شعر فيها «بالحب تجاه بلاده». جُنّد والده، أندريه ماتفييفيتش، إجباريًا مرة أخرى في الجيش الإمبراطوري الروسي وخدم لمدة ثلاث سنوات على الجبهة الجنوبية الغربية، تحت قيادة الجنرال ألكسي بروسيلوف. عاد أندريه ماتفييفيتش إلى بلاده عشية ثورة أكتوبر 1917 في روسيا.
انتُخب غروميكو كسكرتير أول لفرع كمسمول المحلي في بداية عام 1923. بعد وفاة فلاديمير لينين في عام 1924، سأل القرويون غروميكو عما سيحدث في غياب القائد. تذكر غروميكو شعارًا شيوعيًا من ثورة أكتوبر: «نُفذت الثورة بواسطة لينين ومساعديه». ثم أخبر القرويين أن لينين مات ولكن «مساعديه، والحزب، سيبقون من بعده.»

### منصب السفير والحرب العالمية الثانية
في أوائل عام 1939، بدأ غروميكو العمل في مفوضيّة الشعب للشؤون الخارجية في موسكو. أصبح غروميكو رئيس  إدارة الأمريكيتين وبحكم منصبه، التقى غروميكو بسفير الولايات المتحدة في الاتحاد السوفيتي لورانس شتاينهارت. اعتقد غروميكو أن شتاينهارد كان «غير مهتم تمامًا بإنشاء علاقات جيدة بين الولايات المتحدة والاتحاد السوفيتي» وأنّ سلف شتاينهارت جوزيف ديفيز كان «أكثر إشراقًا» وبدا أنه «مهتم حقًا» بتحسين العلاقات بين البلدين. تلقى ديفيس وسام لينين لعمله في محاولة تحسين العلاقات الدبلوماسية بين الولايات المتحدة والاتحاد السوفيتي. بعد أن ترأّس غروميكو إدارة الأمريكتين لمدة 6 أشهر، استُدعي من قبل جوزيف ستالين. بدأ ستالين المحادثة بإخبار غروميكو أنه سيُرسل إلى السفارة السوفيتية في الولايات المتحدة ليصبح نائب القائد. وقال ستالين: «يجب على الاتحاد السوفيتي أن يحافظ على علاقات معقولة مع دولة قوية مثل الولايات المتحدة، خاصةً في ظل تهديد الفاشية المتزايد». ساهم فياتشيسلاف مولوتوف ببعض التعديلات الطفيفة، لكنه وافق على معظم ما قاله ستالين. سأل ستالين: «كيف تتحسن مهاراتك في اللغة الإنجليزية؟ يجب أن يزور الرفيق غروميكو كنيسة أمريكية مرة أو اثنتين ويستمع إلى العِظات فيها. عادةً ما يتكلم الكهنة اللغةَ الإنجليزيةَ الصحيحةَ بلهجات جيدة. هل تعلم أنّ الثوار الروس عندما كانوا خارج بلادهم، دائمًا ما اتبعوا هذه الممارسة لتحسين مهاراتهم في اللغات الأجنبية؟» دُهش غروميكو جدًا بما أخبره إياه ستالين لكنه لم يزر كنيسة أمريكية قط.
لم يسافر غروميكو خارج بلاده من قبل، وللوصول إلى الولايات المتحدة، كان عليه السفر بالطائرة عبر رومانيا وبلغاريا ويوغوسلافيا إلى جنوة، إيطاليا، حيث استقلوا سفينة إلى الولايات المتحدة. كتب لاحقًا في مذكراته أنّ مدينة نيويورك كانت مثالًا جيدًا على كيفية تمكن البشر، من خلال « الثروة والتكنولوجيا، من إنشاء شيء غريب تمامًا عن طبيعتنا». ولاحظ أيضًا المناطق العاملة في نيويورك والتي، في رأيه، كانت دليلًا على انعدام إنسانية الرأسمالية وجشع النظام. التقى غروميكو بمعظم كبار المسؤولين في حكومة الولايات المتحدة خلال أيامه الأولى وخلف ماكسيم ليتفينوف سفيرًا للولايات المتحدة في عام 1943. كتب غروميكو في مذكراته عن إعجابه بالرئيس فرانكلين دي روزفلت على الرغم من أنه كان يراه ممثلًا للطبقة البرجوازية. خلال فترة عمله كسفير، التقى غروميكو بشخصيات بارزة مثل الممثل البريطاني تشارلي تشابلن، الممثلة الأمريكية مارلين مونرو، وخبير الاقتصاد البريطاني جون مينارد كينز.
كان غروميكو مندوبًا سوفيتيًا في مؤتمرات طهران ودومبارتون أوكس ويالطا وبوتسدام. في عام 1943، وهو نفس العام الذي انعقد فيه مؤتمر طهران، أنشأ الاتحاد السوفيتي علاقات دبلوماسية مع كوبا ووتعين غروميكو سفيراً سوفيتياً في هافانا. ادعى غروميكو أن الاتهامات الموجهة ضد روزفلت من قبل اليمينيين الأمريكيين، بأنه متعاطف مع الاشتراكية، كانت سخيفة. بدأ غروميكو كعضو منتدب وأصبح لاحقًا رئيس الوفد السوفيتي في مؤتمر سان فرانسيسكو بعد رحيل مولوتوف. عندما عاد في وقت لاحق إلى موسكو للاحتفال بالنصر السوفيتي في الحرب الوطنية العظمى، أثنى ستالين عليه قائلًا أن الدبلوماسي الجيد «يعادل قيمة جيشين أو ثلاثة في الجبهة».

## منصب رأس الدولة، التقاعد والوفاة
شغل غروميكو منصب رئيس مجلس السوفيت الأعلى، رأس الدولة حرفيًا، وتقلص تأثيره في دوائر الحكومة. يعتقد عدد من صحفيي العالم الأول أن غروميكو لم يكن مرتاحًا لكثير من إصلاحات غورباتشوف، ومع ذلك، كتب غروميكو في مذكراته عن إعجابه بغورباتشوف وسياسة البيريسترويكا. رأى غروميكو أن البيريسترويكا تمثل العمل من أجل بناء مجتمع اشتراكي ورأى سياستي غلاسنوست وبيريسترويكا كمحاولة لجعل الاتحاد السوفيتي أكثر ديمقراطية.
خلال مؤتمر الحزب في يوليو عام 1988 طالب فلاديمير ميلنيكوف باستقالة غروميكو. ألقى ميلنيكوف اللوم على بريجنيف في الركود الاقتصادي والسياسي الذي أصاب الاتحاد السوفيتي، ورأى أن غروميكو، كعضو بارز تحت قيادة بريجنيف، كان أحد الرجال الذين قادوا الاتحاد السوفيتي إلى الأزمة. تم الدفاع عن غروميكو على الفور «كرجل محترم من قبل الشعب» في مذكرة قدمها مندوب مجهول. بعد مناقشته مع زوجته قرر غروميكو ترك السياسة السوفيتية للأبد. يروي غروميكو في مذكراته أنه أبلغ غورباتشوف أنه يرغب في الاستقالة قبل أن يصبح قراره رسميًا. في اليوم التالي، 1 أكتوبر عام 1988، جلس غروميكو بجانب غورباتشوف ويغور ليغاتشوف ونيكولاي رايزكوف في مجلس السوفيت الأعلى ليستقيل بشكل رسمي.
خلف غورباتشوف غروميكو في منصب رئيس مجلس السوفيت الأعلى. بعد استقالته، مدح غورباتشوف غروميكو لإنجازاته خلال نصف قرن من الخدمة للاتحاد السوفيتي. ادعى النقاد، مثل ألكسندر بيلونوغوف، مندوب الاتحاد السوفيتي الدائم في الأمم المتحدة، أن سياسة غروميكو الخارجية كانت تتخللها «روح التعصب والمواجهة».
بعد تقاعده من الحياة السياسة في عام 1989، بدأ غروميكو العمل على مذكراته. توفي غروميكو في 2 يوليو عام 1989، قبل أيام من عيد ميلاده الثمانين، بعد نقله إلى المستشفى بسبب مشكلة في الأوعية الدموية لم تُشخّص بشكل دقيق. تبعت وفاته دقيقة صمت في مجلس نواب الشعب احترامًا له. وصفته الوكالة التلغرافية للاتحاد السوفيتي، إيتار تاس (TASS)، وهي الجهاز الإخباري المركزي في الاتحاد السوفيتي، بأنه أحد «أبرز القادة» في البلاد. أرسل رئيس الولايات المتحدة جورج إتش. دبليو. بوش تعازيه لابن غروميكو، أناتولي. عُرض على غروميكو قبرٌ في مقبرة جدار الكرملين، ولكن بناءً على طلب عائلته، لم يُدفن بالقرب من جدار الكرملين بل في مقبرة نوفوديفتشي.

## روابط خارجية
- أندري جروميكو على موقع IMDb (الإنجليزية)
- أندري جروميكو على موقع الموسوعة البريطانية (الإنجليزية)
- أندري جروميكو على موقع مونزينجر (الألمانية)
- أندري جروميكو على موقع ألو سيني (الفرنسية)
- أندري جروميكو على موقع إن إن دي بي (الإنجليزية)
- أندري جروميكو على موقع قاعدة بيانات الفيلم (الإنجليزية)